# Галан, Ярослав Александрович
Яросла́в Алекса́ндрович Гала́н (укр. Ярослав Олександрович Ґалан, партийный псевдоним Товарищ Яга; 27 июля 1902, Дынув, Австро-Венгрия — 24 октября 1949, Львов, Украинская ССР, СССР) — украинский советский писатель-антифашист, драматург, публицист. Член КПЗУ с 1924 года.

## Биография
Ярослав Галан родился 27 июля 1902 года в Дынуве (ныне Подкарпатское воеводство, Польша) в семье служащего — русофила, в начале Первой мировой войны интернированного австро-венгерскими властями и освобождённого наступающей русской армией.
Во время нового наступления австрийцев Ярослав Галан эвакуировался вместе с семьёй в Ростов-на-Дону, где на фоне революционных событий три года учился в местной гимназии. В этот период познакомился с работами Ленина, с творчеством ряда русских писателей. Позже те события, свидетелем которых он был, легли в основу его рассказа «В дни незабываемые».
После войны вернулся на родину, в 1923 году окончил гимназию в Перемышле. Учился в Высшей торговой школе Триеста в Италии. В 1923 году поступил в Венский университет. В 1924 году перевёлся в Ягеллонский университет в Кракове, который окончил в 1928 году.
В студенческие годы приобщился к левому движению. С 1924 года принимал участие в работе украинского подпольного национально-освободительного движения, которое во второй Речи Посполитой везде (кроме Галиции, где значительно преобладало влияние ОУН) возглавлялось Коммунистической партией Западной Украины. В 1929—1932 годах — один из организаторов и член редколлегии журнала «Вікна» («Окна»).
На 1920-е годы приходится и начало творческой деятельности писателя. Он был одним из организаторов группы украинских пролетарских писателей «Горно». В 1927 году он закончил работу над своей первой значительной пьесой «Дон Кихот из Этенгейма». В комедии «99 %» (1930), впервые поставленной полулегальным львовским «Рабочим театром», Галан разоблачал продажность националистических и шовинистических партий. Тема классовой борьбы и осуждение национальной сегрегации актуализируются в пьесах «Груз» («Вантаж», 1930) и «Ячейка» («Осередок», 1932), призывающей к единству действий и классовой солидарности украинского, польского и еврейского пролетариата. Публиковался в журнале «Глобус». Получил запрет на профессию преподавателя.
За свою политическую позицию писатель неоднократно подвергался преследованиям, тюремному заключению (в 1934 и 1937 годах). Ярослав Галан был одним из организаторов Антифашистского конгресса деятелей культуры во Львове в мае 1936 года. Кроме того, он принял участие в крупнейшей политической манифестации 16 апреля 1936 года во Львове, расстрелянной польской полицией (всего было убито тридцать львовских рабочих и ранено двести участников демонстрации). Памяти погибших товарищей Галан посвятил рассказ «Золотая арка».
В 1937 году во Львове скончался его старший брат Иван, активист КПЗУ. После того, как в 1938 году Коммунистическая партия Польши и Коммунистическая партия Западной Украины как её автономная организация были закрыты Коминтерном по сфабрикованным обвинениям в шпионаже в пользу Польши, жена Галана Анна Дидык, командированная в СССР, была арестована в Харькове и казнена в ходе  сталинских репрессий.
После присоединения Западной Украины и Западной Белоруссии к СССР в сентябре 1939 года Ярослав Галан работал в редакции газеты «Вільна Україна», руководил литературной частью Львовского ГДТ, писал очерки и рассказы об изменениях в воссоединённых западных областях УССР. В годы Великой Отечественной войны работал в редакциях фронтовых газет, был радиокомментатором на «радиостанции имени Тараса Шевченко» (Саратов) и спецкором газеты «Советская Украина», а затем «Радянська Україна». В 1943 году издал сборник военных произведений «Фронт в эфире». В военные и послевоенные годы осуждал украинских националистов (бандеровцев, мельниковцев, бульбовцев) как пособников нацистских оккупантов. В 1946 году в качестве корреспондента «Советской Украины» представлял советскую прессу на Нюрнбергском процессе по делу немецких военных преступников.

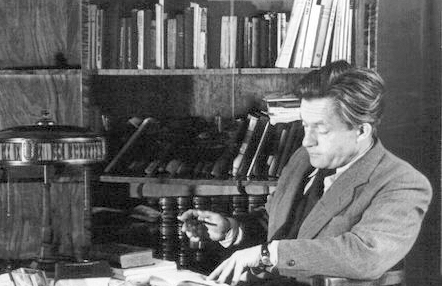

В своих послевоенных сатирических памфлетах Ярослав Галан критиковал националистическую и клерикальную реакцию (в частности, греко-католическую церковь и антикоммунистическую официальную доктрину Ватикана): «Их лицо» (1948), «На службе у сатаны» (1948), «Перед лицом фактов» (1949), «Отец тьмы и присные» (1949), «Ватиканские идолы жаждут крови», «Сумерки чужих богов», «То, чего не забывают», «Ватикан без маски» и др. В трагедии «Под золотым орлом» (1947) сопоставил преступления против человечества, совершавшиеся в нацистских концлагерях, с произволом американских оккупационных войск в Западной Германии. В пьесе «Любовь на рассвете» (1949, издание 1951) представил торжество социализма в послевоенном западноукраинском селе. Разоблачал фальсификации украинских националистов.
Ярослав Галан много писал об украинских националистах, в своём очерке «Чему нет названия» он описывал преступления ОУН:
Четырнадцатилетняя девочка не может спокойно смотреть на мясо. Когда в её присутствии собираются жарить котлеты, она бледнеет и дрожит, как осиновый лист. Несколько месяцев назад в воробьиную ночь к крестьянской хате недалеко от города Сарны пришли вооружённые люди и закололи ножами хозяев. Девочка расширенными от ужаса глазами смотрела на агонию своих родителей. Один из бандитов приложил острие ножа к горлу ребёнка, но в последнюю минуту в его мозгу родилась новая «идея»: «Живи во славу Степана Бандеры! А чтобы чего доброго, не умерла с голоду, мы оставим тебе продукты. А ну, хлопцы, нарубайте ей свинины!..» «Хлопцам» это предложение понравилось. Через несколько минут перед оцепеневшей от ужаса девочкой выросла гора мяса из истекающих кровью отца и матери…

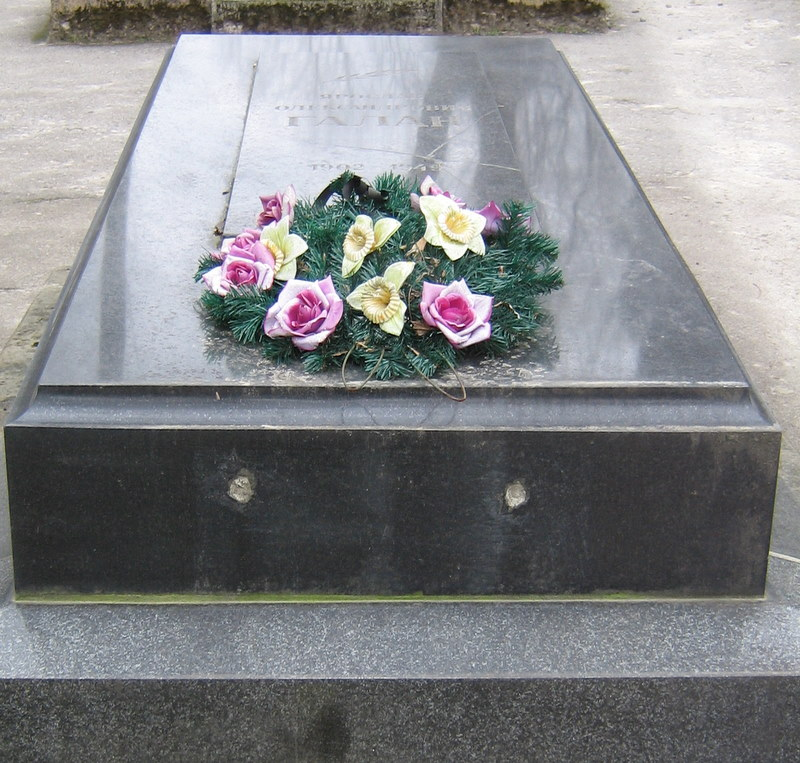
Надгробие Ярослава Галана на Лычаковском кладбище во Львове

Выписка из докладной записки литературного критика Г. Пархоменко в ЦК КП(б)У 15 декабря 1947 году: «Ярослав Галан — талантливый публицист, в прошлом прогрессивный писатель. Наиболее передовой среди беспартийных (местных) писателей и теперь. Но заражен западноевропейским буржуазным „духом“. Советских людей уважает мало. Считает их недостаточно цивилизованными. Но это — в душе. Политику партии в общих чертах принимает, но в Западной Украине, по его мнению, партия делает большие ошибки в отношении крестьянства. Эти ошибки Галан относит на счёт обкома КП(б)У, органов МВД и советской власти на местах. В Москву — верит. В партию вступать не хочет (ему советовали), будучи индивидуалистом, а также ради сохранения свободы рук и свободы мысли и слова. Он считает, что если он вступит в партию — он все это потеряет». В 1949 году Галана принимают кандидатом в члены ВКП(б).
Из письма Галана Агитпропу ЦК КП(б)У: «Приходится, к сожалению, констатировать, что во Львовском университете преподаватели юридического, физико-математического и геологического факультетов читают свои лекции преимущественно на русском языке. Украинский язык исчез полностью с киноафиш, теперь он исчезает и с трамвайных вагонов (новые маршруты выписываются на русском языке или русском правописании — „Высокий замок“, „Снопкив“). На первый взгляд, может казаться, что это мелочи, однако эти мелочи тоже делают политику». 11 сентября 1949 года.
Активно выступал против русификации Украины, за правдивое освещение истории КПЗУ. В результате подобных писем и настроений Ярослава Галана уволили из газеты «Радянська Україна». Статьи Галана перестали публиковать и другие издания, пьесы браковали.

## Убийство
Ярослав Галан был убит 24 октября 1949 года в своём рабочем кабинете в квартире на улице Гвардейской во Львове в результате покушения (ему было нанесено 11 ударов топором).
Убийство писателя было совершено украинским националистом, членом ОУН, студентом Лесотехнического института Михаилом Стахуром вскоре после выхода в свет антиклерикальной сатиры Галана «Плюю на Папу!», бывшей ответом на отлучение Галана от церкви папой Пием XII. (Ярослав Галан был крещён родителями, поэтому формально считался католиком. Декрет был адресован католикам, обозначая границы допустимого. Ярослав Галан, в качестве наказания за состояние в коммунистической партии и популяризацию коммунистических идей, был официально отлучён от церкви.) В вышеуказанной статье Галан иронизирует над «Декретом против коммунизма» от 1 июля 1949 года, в котором пригрозили отлучением от церкви всем членам коммунистических партий и активным сторонникам коммунистов.
К расследованию убийства Галана подключилось МГБ, за ходом следил лично Никита Хрущёв. В 1951 году агент МГБ Богдан Сташинский помог обнаружить беглеца Стахура, внедрившись в его отряд и разузнав у хваставшегося Стахура всю правду. 10 июля Стахур был арестован, на суде он полностью признал свою вину и заявил, что осознанно убил Галана по распоряжению руководства националистического подполья за его высказывания в отношения ОУН и УПА. Домработница Галана опознала убийцу.
После убийства Галана были ужесточены меры против националистической Украинской повстанческой армии, продолжавшей вооружённую борьбу против советской власти на Украине. Во Львов приехало всё руководство МГБ, здесь несколько месяцев работал сам Павел Судоплатов. Одним из следствий убийства Галана уже через 4 месяца стало убийство Романа Шухевича.
Хотя Галан, как и другие инкриминируемые Стахуру жертвы, был гражданским лицом, судил его военный трибунал Прикарпатского военного округа. Процесс имитировал некоторые элементы судопроизводства в гражданских судебных инстанциях, в частности присутствие гражданского прокурора и публичность процесса (что исключалось законодательством о преступлениях, подлежащих рассмотрению военными трибуналами). Роль государственного обвинителя выполнял не военный прокурор ПрикВО по юрисдикции и подведомственности, а лично прокурор Украины Руденко. В 1951 году были опубликованы отредактированные цензурой «материалы допроса» Стахура, в которых тот, в ответ на вопрос Руденко «Почему ваша банда стремилась убить именно писателя Ярослава Галана?», отвечал, что Галан «страшен был Ватикану», но чем именно он был «страшен» Ватикану на допросе его не спрашивали,. 16 октября 1951 года военный трибунал приговорил Михаила Стахура к смерти через повешение.

## Альтернативная версия убийства
Исследователи-юристы А. Бантышев и А. Ухаль указывают на целый ряд противоречий в следственных и судебных материалах, и грубых нарушений норм уголовно-процессуального законодательства а именно: 1) Установление заинтересованных сторон, выгодоприобретателей, организаторов и подстрекателей преступления является нормой для судебного следствия по уголовным делам, но этого в данном случае не делалось. 2) Несмотря на то, что обвиняемым по такой категории преступлений в СССР всегда предоставлялось право на апелляцию и кассацию обвинительного приговора, обжаловать приговор Стахуру никто не дал. 3) Сама процедура приведения приговора в исполнение также была бюрократической, сооружение виселицы было административно-хозяйственным вопросом, а исполнение приговора — военно-административным: военный прокурор после вынесения приговора судом должен был обратиться к начальнику гарнизона (поскольку решение этого вопроса — сооружение виселицы и приведение приговора в исполнение — не входит в прокурорские обязанности), начальник гарнизона, в свою очередь, выдать распоряжение начальнику тыла округа о выделении материалов и рабочих на работы, начальник тыла выдавал наряд и материалы на работу, заместитель начальника и представитель комендатуры должны были расписаться в акте приёма выполненных работ, и только потом власти могли привести приговор в исполнение. Между тем виселица уже заранее была подготовлена. 4) Несмотря на видимую «публичность» процесса, власти решили воздержаться от публичной казни, поэтому приговор был приведён в исполнение той же ночью, в 23:00 по местному времени, во внутреннем дворе тюрьмы. Прокуратура Львовской области в декабре 1994 года признала Стахура осуждённым законно и в реабилитации отказала. Приведённые обстоятельства, а также то, что Стахур был задержан не сразу после доноса Сташинского, а только через определённое время, и какое-то время с ним работали органы госбезопасности (а самому Сташинскому его кураторы из МГБ сказали, что Стахур был убит при задержании), приводит некоторых исследователей к гипотезе, что убийство Галана могло быть операцией МГБ, и что Стахур также был внедрённым агентом МГБ, от которого решено было избавиться, попутно проверив лояльность другого агента, которым и оказался Сташинский.
Похоронен на Лычаковском кладбище Львова.

## Награды
- два ордена «Знак Почёта»
- Сталинская премия второй степени (1952 — посмертно) — за памфлеты из сборника «Избранное» (1951)

## Память

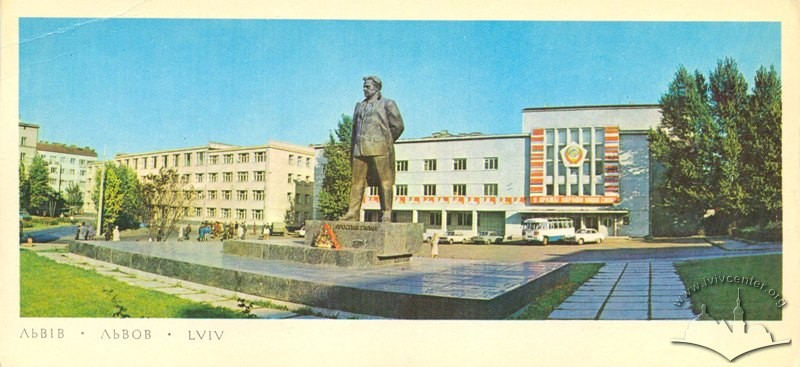
Памятник Я. Галану во Львове (демонтирован в 1990-е годы)

- Мемориальный музей писателя во Львове действовал в советское время, после распада СССР на его месте открыт музей литературы.
- Памятники во Львове (установлен в 1972 году на площади Галана, снесён после провозглашения независимости Украины), в Дрогобыче (ныне снесён[13]) и мемориальная доска в Одессе (была установлена на одноимённой улице, в 2016 г. улица переименована в улицу Р. Шухевича)[14].
- Улицы в честь Галана находятся в Донецке, Луганске, Ростове-на-Дону и в Шостке. Ранее, в советское время, в честь Галана названы площадь во Львове (ныне переименована), улица в Харькове (в 2016 году переименована в Литературную[15]), в Кривом Роге (переименована в 2016 г. в честь В. Скрипки[16]), в Киеве, Чернигове, Черкассах (до декоммунизации). В Саратове в советское время именем Галана была названа улица, на которой находилась радиостанция имени Т. Шевченко, в которой работал писатель. После распада СССР улице вернули историческое название — Провиантская.
- Пассажирский пароход имени Я. Галана (пр.737) работал в Бельском речном пароходстве на линии Москва-Уфа. В настоящее время списан.
- Львовский областной украинский музыкально-драматический театр носил имя Я. Галана.
- Образ Я. Галана в кино. В 1954 году по событиям жизни Ярослава Галана был снят фильм «Об этом забывать нельзя» с Сергеем Бондарчуком в главной роли (писатель А. Я. Гармаш). В 1973 году вышел ещё один фильм «по мотивам биографии» Галана — «До последней минуты» с Владиславом Дворжецким в главной роли (Ярослав Гайдай).
- Почтовые художественные маркированные конверты с изображением портрета Ярослава Галана, а также памятника Галану во Львове выпускала Почта СССР (в 1962, 1970 и 1976 годах)[17].
- Премия имени Ярослава Галана учреждёна Союзом журналистов УССР в 1964 году.